# ピエトラモンテコルヴィーノ
ピエトラモンテコルヴィーノ（イタリア語: Pietramontecorvino）は、イタリア共和国プッリャ州フォッジャ県にある、人口約2,600人の基礎自治体（コムーネ）。

## 地理

### 位置・広がり

#### 隣接コムーネ
隣接するコムーネは以下の通り。
- カザルヌオーヴォ・モンテロターロ
- カザルヴェッキオ・ディ・プーリア
- カステルヌオーヴォ・デッラ・ダウニア
- チェレンツァ・ヴァルフォルトーレ
- ルチェーラ
- モッタ・モンテコルヴィーノ
- ヴォルトゥリーノ

## 文化・観光
「イタリアの最も美しい村」クラブ加盟コムーネである。